# Diecezja Calahorra y La Calzada-Logroño
Diecezja Calahorra y La Calzada-Logroño (łac. Dioecesis Calaguritanus et Calceatensis-Lucroniensis) – diecezja Kościoła rzymskokatolickiego w Hiszpanii.

## Historia
Diecezja Calahorra została erygowana w V wieku. W XIII wieku połączona z diecezją La Calzada, od 1959 pod obecną nazwą.

## Główne świątynie
- Katedry:
  - Katedra Zbawiciela w Santo Domingo de la Calzada
  - Katedra Wniebowzięcia Najświętszej Maryi Panny w Calahorra
- Konkatedra: Konkatedra Santa Maria de la Rotonda w Logroño

## Biskupi diecezjalni (od 1959)
- Abilio del Campo y de la Bárcena (1959–1976)[a]
- Francisco Alvarez Martínez (1976–1989)
- Ramón Búa Otero (1989–2003)
- Juan José Omella Omella (2004–2015)
- Carlos Manuel Escribano Subías (2016–2020)
- Santos Montoya Torres (od 2022)